# ルース・エッティング

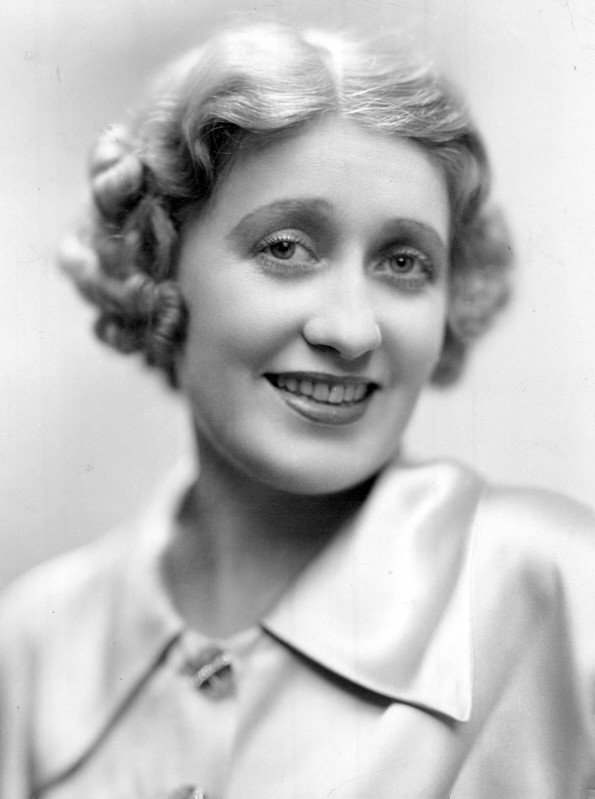
1935年のルース・エッティング

ルース・エッティング（Ruth Etting、1897年11月23日-1978年9月24日)は、アメリカ合衆国の1920年代と30年代に活躍した人気歌手、女優。舞台、ラジオ、映画に登場し、「アメリカの歌の恋人」「トーチソングの女王」と呼ばれた。

## 概略
ネブラスカ州で少女時代を過ごし、絵を描くのが好きで芸術家になりたいと思っていた。
祖父母は彼女をシカゴの芸術学校へ入れた。その間に彼女はマリゴールド・ガーデンのナイトクラブで働いていた。そしてショービジネスのために美術を諦める。歌を歌うのは好きだったが本格的なレッスンは受けていなかった。しかしすぐに目立った歌い手となり、マーティン・スナイダーのマネジメントを受けて、1922年に結婚する。スナイダーはエッティングの映画、舞台、ラジオなどの出演交渉をした。1927年にニューヨークでフローレンツ・ジーグフェルド・ジュニアのフォリーズに出演したときは国民的に知られるようになっていた。
1935年にエッティングは引退したかったが、37年にスナイダーと離婚するまで実現しなかった。エッティングのピアニスト・ハリー・マイル・アルダーマンは、エッティングと関係が生じた時に妻と別居した。前の妻が男と一緒にいるのを嫌ったスナイダーは、1937年1月からアルダーマンを電話で脅迫し始めた。10月に、スナイダーはラジオ・スタジオから出てきたアルダーマンを銃をつきつけて、元妻のところへ行くよう命じた。アルダーマンの娘のエディスはエッティングの世話をしていたが、スナイダーは、エッティングとその娘とアルダーマンを殺すと言い、アルダーマンを撃った。アルダーマンが撃たれた三日後、その妻はエッティングを不貞の件で訴えた。
1938年7月、エッティングとアルダーマンはメキシコで結婚の誓いを立てたが、その12月までアルダーマンの離婚は決定しなかった。1938年、スナイダーが殺人未遂で裁判にかけられていた時に、二人は結婚した。エッティングとアルダーマンは夫の育ったコロラド・スプリングスの農場に隠棲し、以後公の場には姿を現さなかった。アルダーマンはレストランを経営し、1966年に死ぬまで結婚は続いた。
その半生はドリス・デイとジェイムズ・キャグニーの主演で「情欲の悪魔」（1955）として映画化された。

## ブロードウェイ
ルース・エッティングのブロードウェイ出演歴はインターネット・ブロードウェイ・データベースに記録されている。
- ジーグフェルド・フォリーズ1927 Ziegfeld Follies of 1927 – アーヴィング・バーリンの「Shaking The Blues Away」を歌唱
- フーピー Whoopee! (1928) – 「Love Me or Leave Me」を歌唱
- Nine-Fifteen Revue (1929) – 「Get Happy」を歌唱
- Simple Simon (1930) – 「Ten Cents a Dance」を歌唱
- Ziegfeld Follies of 1931

## 主な出演作品
- ミスター・ブロードウェイ Mr. Broadway (1933年) - 本人
- 羅馬太平記 Roman Scandals (1933年) - オルガ
- メリケン万歳爆走の巻 Hips, Hips, Hooray! (1934年)  - 本人
- ギフト・オブ・ギャブ Gift of Gab (1934年) - 本人